# جانبهان
جانبهان یکی از روستاهای استان آذربایجان شرقی است که در دهستان مهران‌رود مرکزی بخش مرکزی شهرستان بستان‌آباد واقع شده است.
روستای جانبهان بافت تاریخی دارد مسجدی از دوران صفویان در روستا مانده است که اهالی روستا در ایام محرم و مراسم های دیگه پرشور در مسجد جمع می‌شوند 
مردم روستای جانبهان بیشتر در کار کشاورزی و دام پروری مشغول هستند 
آب و هوای روستا معمولا سرد و خشک است که بهترین زمان برای بازدید از روستا در فصل تابستان و بهار است
می شوند

## جمعیت
جمعیت این روستا در سال ۱۳۸۵ خورشیدی بالغ بر ۶۹۲ نفر بوده است.